# Qatar ExxonMobil Open 2002
Відкритий чемпіонат Катару 2002 (також відомий як Qatar ExxonMobil Open 2002 за назвою спонсора) — 10-й чоловічий тенісний турнір, який відбувся з 31 грудня по 6 січня в місті Доха (Катар) на відкритих твердих кортах у Міжнародному центрі тенісу і сквошу Халіфа. Був одним зі змагань ATP International Series як частини Туру ATP 2002.

## Переможці

### Одиночний розряд
Юнес Ель-Айнауї —  Фелікс Мантілья 4–6, 6–2, 6–2

### Парний розряд
Доналд Джонсон /  Джаред Палмер —  Їржі Новак /  Давід Рікл 6–3, 7–6(7–5)